# Yoper
Yoper er et hurtig og stabilt styresystem baseret på en Linux kerne. Det skulle fungere optimelt på hjemmecomputere, men kan også kunne anvendes på arbejdespladser. Det har en KDE brugerflade og er optimeret til et i686 system og understøtter mange programpakkeformater bl.a. rpm, apt og tgz.